# Холопцева, Анна Васильевна
Анна Васильевна Холопцева (укр. Ганна Василівна Холопцева; 4 марта 1923, Водяники, УССР) — советская и украинская художница декоративного искусства и реставратор. Мастер гобелена.

## Биография
В 1949 году окончила Киевское училище декоративно прикладного искусства, была ученицей Натальи Ефимовны Вовк и Марии Давыдовны Глущенко. Среди известных гобеленов: «Портрет С. А. Ковпака» (1949), «Хлеб-соль» (1969), «Степью, степью…» (1969), «Мальвы» (1970), «Лесная песня» (1971), «Соты» (1990), «Праздничный ковёр» (1995) и др. Кроме того, выполнила ряд керамических скульптур по мотивам произведений Тараса Шевченко. В 1977 году вступила в Союз художников УССР. Участник коллективных и персональных выставок.
В качестве повышения квалификации закончила в Москве курсы по специальности художник-реставратор темперной и масляной живописи. В этом качестве много лет работала в Национальном художественном музее Украины. В 1961 году участвовала в реставрации чудотворной Межиричской иконы Божией Матери «Жизнеподательницы» Свято-Троицкого Межиричского монастыря.